# Ivan Silajev
Ivan Stefanovitj Silajev (ryska: Ива́н Степа́нович Сила́ев), född 21 oktober 1930 i Nizjnij Novgorod oblast, Ryska SFSR, Sovjetunionen (i nuvarande Ryssland), död 8 februari 2023 i Nizjnij Novgorod, var en sovjetisk och rysk politiker.
Silajev avlade examen vid Kazan Aviation Institute 1954 som flygingenjör. Han arbetade sig sedan upp till senior chef vid Gorkij (nu Nizjnij Novgorod) flygplansfabrik. Han flyttade sedan till Moskva, där han blev biträdande minister för flygindustrin (1974–1980), minister för maskinteknik (1980–1981) och minister för flygindustrin (1981–1985).
Åren 1985–1990 var han förste vice premiärminister och från den 6 september 1991 till den 25 december 1991 var han Sovjetunionens siste premiärminister. Från 1991 till 1994 var Silajev Rysslands ambassadör i Europeiska unionen.